# Němčice, Domažlice
Němčice là một làng thuộc huyện Domažlice, vùng Plzeňský, Cộng hòa Séc.